# Theodor Kitt (Tiermediziner)

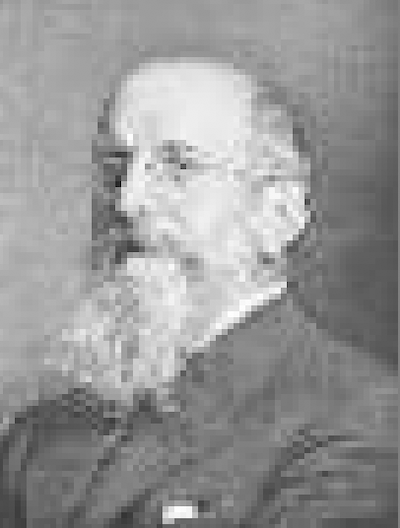
Porträt von Theodor Kitt

Theodor Kitt (* 2. November 1858; † 10. Oktober 1941 in München) war ein deutscher Tierarzt, Tierpathologe und Hochschullehrer an der Ludwig-Maximilians-Universität München.

## Laufbahn
Theodor Kitt war seit dem 1. August 1880 Assistent an der Tierärztlichen Fakultät der Universität München. Am 1. April 1881 wurde er Prosektor und am 1. November 1885 Dozent für allgemeine Pathologie, Pathologische Anatomie, Seuchenlehre und Geschichte der Tierheilkunde. Am 1. September 1886 erfolgte seine Ernennung zum Professor für diese Fächer. 1907 musste sich Theodor Kitt aus Krankheitsgründen in den Ruhestand versetzen lassen, verblieb aber als Honorarprofessor bis zu seiner Emeritierung im Jahr 1932 an der seit dem 28. Juli 1890 durch Prinzregent Luitpold von Bayern in den Stand einer Tierärztlichen Hochschule erhobenen und unter König Ludwig III. am 1. Oktober 1914 als Fakultät in die Universität München eingegliederten Einrichtung. Am Institut standen ein Prosektor, ein Assistent sowie ein Präparator, nicht aber eine Sekretärin zur Verfügung. Zeitweise beschäftigte Theodor Kitt einen Kunstmaler zur Illustration seiner Lehrbücher, die er alle eigenhändig schrieb und teilweise auch selbst illustrierte. Als Standardwerk gilt das von ihm verfasste Lehrbuch der allgemeinen Pathologie für Tierärzte und Studierende der Tiermedizin.
Einer seiner Schüler ist der Veterinärmediziner Josef Fortner, der 1919 bis 1923 wissenschaftlicher Assistent bei Theodor Kitt am Institut für Tierpathologie war und bei ihm seine Doktorarbeit schrieb.

## Grabstätte

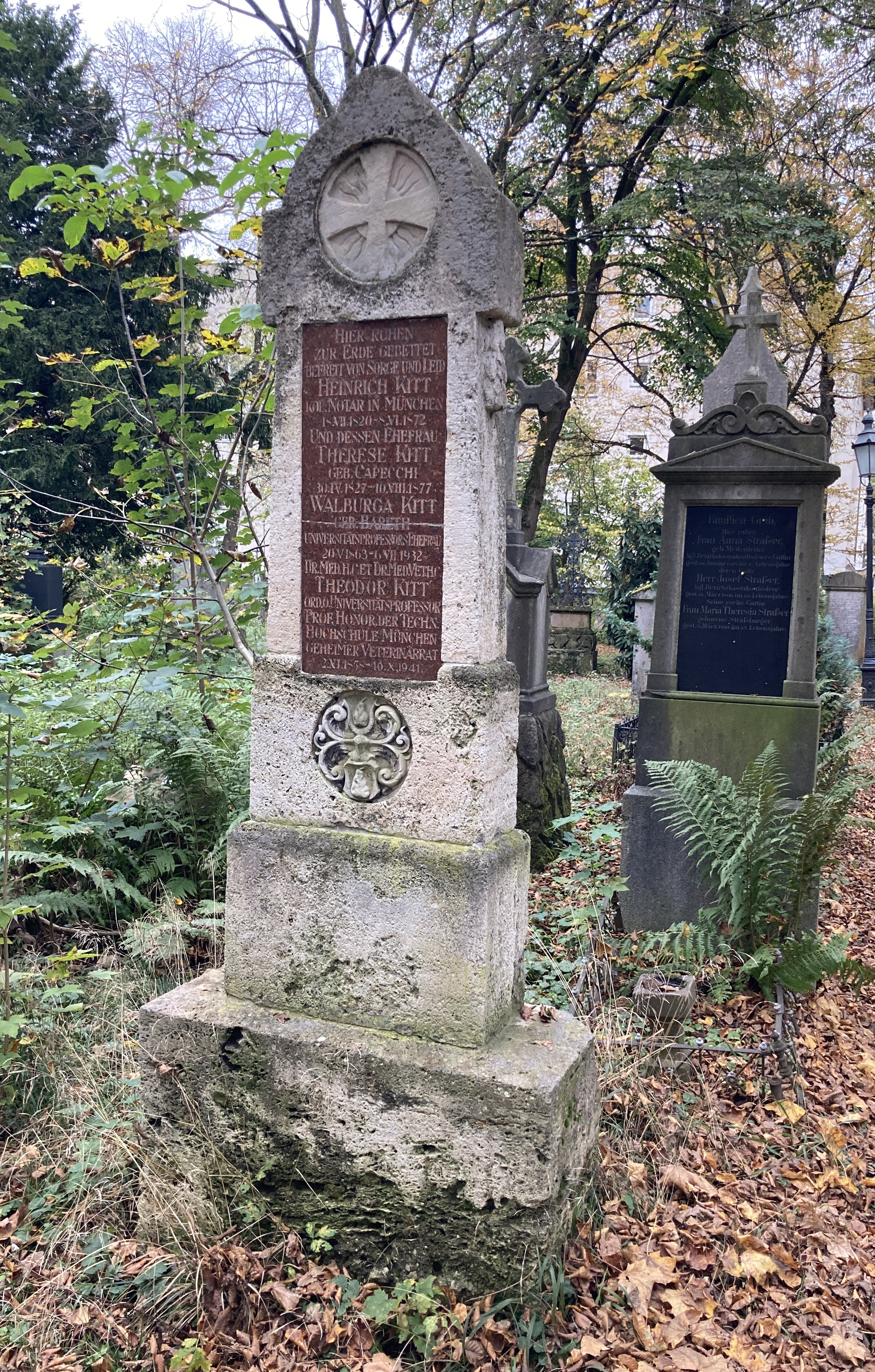
Grab von Theodor Kitt auf dem Alten Südlichen Friedhof in München

Theodor Kitt starb 1941 im Alter von 82 Jahren. Die Grabstätte von Theodor Kitt befindet sich auf dem Alten Südlichen Friedhof in München (Gräberfeld 8 – Reihe 7 – Platz 55/56) Standort. Es ist auch das Grab von Kitts Ehefrau Walburga geborene Gareth (* 20. Mai 1863 – † 6. Juli 1932).

## Namensgeber für Straße
Nach Theodor Kitt wurde 1947 in München im Stadtteil Allach-Untermenzing (Stadtbezirk 23 – Allach-Untermenzing) die Theodor-Kitt-StraßeKoordinaten: 48° 11′ 6,9″ N, 11° 27′ 49,5″ O benannt.